# Los Hueros
Los Hueros es una pedanía española, perteneciente al municipio de Villalbilla, en la Comunidad de Madrid. Pertenece a la comarca de Cuenca del Henares. En 2023 tenía una población de 2236 habitantes.

## Geografía
Forma parte del periurbano sur de la ciudad de Alcalá de Henares, la capital comarcal, de la cual dista 6 km. La localidad está a 4 km del núcleo de Villalbilla y cuenta con una población de 2236 habitantes en 2023.

## Historia
Los Hueros fue inicialmente una de las veinticinco villas del alfoz de la ciudad de Alcalá, existiendo como núcleo de población ya en el siglo XII.
Hacia mediados del siglo XIX, la villa, por entonces con ayuntamiento propio, tenía contabilizada una población de 125 habitantes. Aparece descrita en el noveno volumen del Diccionario geográfico-estadístico-histórico de España y sus posesiones de Ultramar de Pascual Madoz de la siguiente manera:

HUEROS (los): v. con ayunt. de la prov., aud. terr. y c. g. de Madrid (6 leg.), part. jud. de Alcalá de Henares (1/2), dióc. de Toledo (16): sit. en un llano circunvalado de cerros por N., E. y O., le combaten los vientos N. y S., y su clima es sano, no conociéndose enfermedad alguna dominante: tiene 31 casas de malísima construccion, distribuidas en 2 calles un callejon y una plaza; hay casa de ayunt. en donde está la cárcel; casa posada; escuela de instruccion primaria comun á ambos sexos, á la que concurren 12 niños y 9 niñas que se hallan á cargo de un maestro dotado con 600 rs.; varios pozos cuyas aguas sirven para el uso de los ganados: surtiéndose los hab. de esta v. de las fuentes de Alcalá ó el r. Henares; y una igl. parr. (Ntra. Sra. de la Antigua) aneja del Apóstol Santiago de Alcalá de Henares; el cementerio sit. á la parte N. de la igl., no perjudica á la salud pública. El térm. se estiende 1/4 de leg. de N. á S., y 3/4 de E. á O., y confina N. Alcalá de Henares á 1/2 leg.; E. Villalvilla á igual dist., y S. y O. Torres, también á 1/2 leg.; se encuentra en él un cas. titulado San Juan del Viso, en donde hay un escaso manantial y una ermita; una deh. á la parte O. y á dist. de 100 pasos del pueblo llamada la Boyal de 120 fan. de tierra algo mas inmediato á la v. un prado de aprovechamiento comun: un pequeño arroyo que solo corre en tiempo de invierno, pasa por la parte S. de la pobl.: el terreno es de mediana calidad. caminos: los que dirigen á los pueblos limítrofes de herradura, y real de la Isabela que pasa por la parte de O.; el correo se recibe en la cab. del part. prod.: trigo, centeno, cebada, avena, garbanzos, almortas, habas y guisantes: mantiene ganado lanar, vacuno y mular; y cria caza de conejos y perdices. ind. y comercio: la agrícola y la venta de granos. pobl.: 21 vec., 125 alm. cap. prod.: 1.846,910 rs. imp.: 77,959. contr.: segun el cálculo general y oficial de la prov. 9'65 por 100: el presupuestq municipal asciende á 1,880 rs. que se cubren con el prod. de propios y por reparto vecinal.
(Madoz, 1847, p. 294)

A finales del siglo XIX, concretamente en 1883, fue anexado a Villalbilla por su escasa población, habiéndose negado antes la ciudad de Alcalá a incorporar dicha villa a su término. A finales del siglo XX y principios del XXI experimentó un importante desarrollo residencial, construyéndose en sus inmediaciones las urbanizaciones del Gurugú, Zulema, Peñas Albas y el Viso.

## Demografía
| Gráfica de evolución demográfica de Los Hueros entre 1841 y 2021 |
| |
| Población de derecho según los censos de población del INE Población de hecho según los censos de población del INEEntre el censo de 1887 y el anterior, este municipio desaparece porque se integra en el municipio 28172 (Villalbilla) |

## Rutas
Los Hueros está situado en la ruta más corta entre los lugares santos de Caravaca de la Cruz y el Monasterio de Santo Toribio de Liébana.